# ANOTHER LIFE feat. KUREI (from キマグレン)
「ANOTHER LIFE feat. KUREI (from キマグレン)」（アナザー・ライフ・フィーチャリング・クレイ・フロム・きまぐれん）は、日本のR&BグループのSkoop On Somebodyが2011年7月6日にリリースした通算40枚目（Skoop On Somebodyとしては32枚目）のシングル。

## 概要
キマグレンの『LIFE』をサンプリングし、さらにそのメンバーのKUREIをフィーチャーしたシングル。
KO-HEYの正式脱退後（後の2021年に再加入）、初めてのリリース作品。
カップリングでは井上陽水をカバー。

## 収録曲
1. ANOTHER LIFE feat. KUREI (from キマグレン) (4:46)
  - 作詞：KUREI　作曲：ISEKI・S.O.S.　編曲：GIRA MUNDO
2. 真昼の月 (5:09)
  - 作詞：S.O.S.　作曲：JiN　編曲：JiN・川嶋フトシ
3. 少年時代 (3:29)
  - 作詞：井上陽水　作曲：井上陽水・平井夏美　編曲：S.O.S.